# Гед, Жюль
Жюль Гед (фр. Jules Guesde; настоящее имя и фамилия — Матьё Базиль; Basile; 11 ноября 1845, Париж — 28 июля 1922, Сен-Манде) — французский политик-социалист; инициатор гедизма — главной политической доктрины французского социализма (Французской секции Рабочего Интернационала, СФИО) до 1914 года. Во время Первой мировой войны один из мажоритариев, сторонников «войны до конца».

## Биография
Жюль Гед родился в 1845 году в мелкобуржуазной семье. С 1864 г. служил в префектуре департамента Сена. Со второй половины 1860-х годов был радикальным журналистом республиканских изданий, критикующих режим Наполеона III. В 1870 году отсидел несколько месяцев в тюрьме и был освобождён благодаря Сентябрьской революции 1870 г. В июне 1871 г. за статью в газете „Droits de l'homme“ в поддержку Парижской коммуны был осужден на 5 лет тюрьмы, но успел бежать через Швейцарию в Италию, где и прожил до 1876 г., когда смог вернуться по амнистии.
Вместе с Лафаргом был одним из первых провозвестников марксизма во Франции и остался безусловным его последователем. За марксистскую пропаганду в основанной им в 1877 г. газете «L’Egalité» вновь отсидел 6 месяцев в тюрьме. Он постоянно читал лекции рабочим, устраивал диспуты, ведя борьбу за идеи последовательного социал-демократизма и против анархизма, прудонизма, бланкизма, поссибилизма.
В 1879 году он вместе с Лафаргом, Малоном и Бруссом на съезде в Марселе был одним из основателей Федерации социалистических рабочих Франции; при помощи Карла Маркса написал с Лафаргом программу партии и был избран генеральным секретарём на съезде в Гавре в ноябре 1880 года. После раскола партии в 1882 году вместе с Лафаргом учредил Рабочую партию. В 1883 году он вместе с Лафаргом выпустил подробное изложение доктрины своей партии: „Le programme du parti ouvrier, son histoire, ses considérants“. Впоследствии эта партия называлась партией гедистов. В 1893 году Жюль Гед выбран в Палату депутатов и часто выступал в ней по разным вопросам, всегда стремясь переводить вопрос на почву борьбы социализма с буржуазным строем.
Речи Геда были всегда серьёзны и проникнуты страстным пафосом. Для Геда социализм — своего рода церковь, которую он считал нераздельной, несмотря на все противоречия и разногласия внутри неё. В отличие от других социалистических лидеров, Гед не обладал особенно широким образованием; незнание иностранных языков часто мешало ему; но он был силен глубиной убеждения и страстной ненавистью к угнетению и эксплуатации. Являясь представителем интересов пролетариата, Гед, однако, слово пролетариат понимал шире, чем большинство социал-демократов, понимая под ним всех тех, «от каменотёса до Клода Бернара или Пастера, которые состоят в распоряжении капитала». Он являлся сторонником включения в социал-демократическую программу аграрных реформ на пользу земледельческого населения, интересы которого он всегда отстаивал.
Сперва в палате Гед шел за Жоресом, признавая его, хотя и неохотно, лидером партии; но в 1898 году он разошёлся с ним из-за дрейфусовского дела. В отличие от убеждённого дрейфусара Жореса, Гед высказал мнение, что дело Дрейфуса — внутреннее дело буржуазных обществ и групп, в которое социалистам мешаться незачем. Этот взгляд сильно повредил гедистам, и в 1898 году сам Гед был забаллотирован, так же, как и в 1902 году. Свои речи в палате Гед издал в сборнике: „Quatre ans de lutte de classe à la chambre. 1893—98“ (Париж, 1901). Когда возникло бернштейнианство, проникшее во все социалистические партии, Гед явился его ожесточенным противником, отстаивая ортодоксальный и радикальный марксизм. Отдельно издал: „Essai de catéchisme socialiste“ (1878); „Collectivisme et révolution“ (1879); „La loi des salaires et ses conséquences“ (1879); „Services publiques et socialisme“ (1885); „Le collectivisme au collège de France“ (1886).
Был одним из вождей Второго Интернационала, а с 1905 года — одним из лидеров французской Объединённой социалистической партии (Французской секции Социалистического интернационала, СФИО), занимал в ней центристские позиции и считал приоритетными экономические требования рабочего класса вроде 8-часового рабочего дня. В августе 1914 года, с началом Первой мировой войны, занял социал-шовинистические позиции и даже вошёл во французское правительство в качестве министра без портфеля в кабинетах Рене Вивиани и Аристида Бриана. Отрицательно отнёсся к Октябрьской революции. Когда Социалистическая партия в 1920 году распалась на две (Социалистическую и Коммунистическую), Гед с меньшинством остался в Социалистической партии. Позиция Жюля Геда была осуждена В. И. Лениным. Жюль Гед умер 28 июля 1922 года в Сен-Манде.